# ماسخاو
ماسخاو بلدية بمقاطعة ليمبورخ، هولندا.

## طوبوغرافيا
خريطة طوبوغرافية هولندية لبلدية ماسخاو، يونيو 2015، (تقرأ بعد ثلاث نقرات على الخريطة)